# 赤道吻鰩
赤道吻鰩（學名：Rostroraja equatorialis），為軟骨魚綱鰩目鰩科吻鰩屬的一種，被IUCN列為易危保育類動物，分布於東太平洋加利福尼亞灣和哥斯大黎加至秘魯，包括加拉巴哥群島海域，深度20至200公尺，體長可達50公分，棲息在近海大陸棚，為底棲性魚類，肉食性，卵生，生活習性不明。